# 杉崎大和
杉崎 大和（すぎさき やまと、1986年12月19日 - ）は、日本の男子バレーボール選手。

## 来歴
埼玉県蓮田市出身。中学2年次よりバレーボールを始める。東洋大学を経て、2009年にVチャレンジリーグ（当時）のFC東京に入部。東洋大学時代はアタッカーだったが、FC東京ではセッターとして登録された。
2013年5月7日にFC東京を退団。同月、地域クラブチームの千葉県選抜バレーボールチーム（千葉ZELVA）に参加。
2015年に退団。以降は社会人チームのライフバル千葉でプレー。2020年に千葉ZELVAに復帰。

## 所属クラブ
- 蓮田市立平野中学校
- 伊奈学園総合高校
- 東洋大学
- FC東京（2009-2013年）
- 千葉ZELVA（2013-2015年）
- ライフバル千葉
- 千葉ZELVA/千葉ドット（2020年-）